# Ільхан
Ільхан — титул вищих правителів у тюркських і монгольських народів. Вперше згадується у джерелах як титул Бумина, засновника Тюркського каганату (552). Найвідомішими носіями були — монгольські правителі держави Хулагуїдів на Середньому Сході у XIII—XIV століттях.
Титул утворено з тюркських слів ель/іль («народ») + хан і буквально означає «правитель народів». Точніше значення залежить від розуміння терміна ель/іль, який по-різному тлумачиться різними дослідниками.

## Ель/іль
«Давньотюркський словник» подає такі визначення слова ель (el): 1. племінний союз, племінна організація; 2. народ; 3. (у Махмуда Кашгарі) держава, адміністративна одиниця.
С. Волін зазначав значення: 1. народ, плем'я загалом; 2. народ, що розглядається як уділ, піддані будь-якої особи; піддані, підкорені мирні . Розуміння терміна ель/іль як «держави, народу» дотримувались Ілля Березін, Вільгельм Радлов, Платон Меліоранський, Вільгельм Томсен і Фрідріх Хірт.
На думку Льва Гумільова, за доби тюркютських завоювань ель/іль було формою існування орди, як військової організації завойовників, і племені, як традиційної організації завойованих. Ель/іль, що передбачав насильницьке підкорення, є протилежним до терміна кур/гур, що позначає угоду племен.
Сергій Кисельов, розглядаючи історію єнісейських киргизів, не ототожнює ель та народ (bodun). На його думку «ель у широкому сенсі — це організація степової аристократії, яку очолює каган киргизів. Звідти у майбутньому розвинулась ель-держава. У вузькому ж значенні — це аристократичний рід того чи іншого народу „будуна“ — нещодавнього племені».